# نیکلاس لندگراف
نیکلاس لندگراف (انگلیسی: Niklas Landgraf؛ زادهٔ ۱ مارس ۱۹۹۶) بازیکن فوتبال اهل آلمان است.
از باشگاه‌هایی که در آن بازی کرده‌است می‌توان به باشگاه فوتبال دینامو درسدن و باشگاه فوتبال کمنیتس اشاره کرد.